# Tolkī
Tolkī (persiska: تلکی) är en ort i Iran.   Den ligger i provinsen Khorasan, i den nordöstra delen av landet, 700 km öster om huvudstaden Teheran. Tolkī ligger 1 167 meter över havet och antalet invånare är 183.
Terrängen runt Tolkī är huvudsakligen platt, men åt sydväst är den kuperad. Runt Tolkī är det ganska glesbefolkat, med 35 invånare per kvadratkilometer. Närmaste större samhälle är Chenārān, 10,2 km sydost om Tolkī. Trakten runt Tolkī består till största delen av jordbruksmark.